# Rosemary Harris
Rosemary Harris (Ashby, 1927. szeptember 19. –) Emmy-, Golden Globe- és Tony-díjas brit színésznő. Jennifer Ehle színésznő édesanyja.
Főként May néni szerepéről ismert a Tobey Maguire-féle Pókember-trilógiában. Harris a filmes karrierje mellett elismert színpadi színész, összesen nyolcszor jelölték Tony-díjra. 2019-ben életművéért különdíjat kapott a Broadwayn.

## Élete
Harris 1927-ben született Angliában, de India északi határvidékén nőtt fel nővérével, ahol apja a Királyi Légierőnél állomásozott. Négyéves korában szerepelt nővére Salome című iskolai előadásában. Mikor Harris visszatért Angliába, nővére javasolta, hogy próbálja ki a színészetet, ezért jelentkezett a Royal Academy of Dramatic Artra (RADA), ahol 1951-ben és '52-ben folytatott tanulmányokat.
Színpadi karrierjét már az 1940-es években egyengetni kezdte Anglia regionális színházaiban, majd 1952 novemberében Moss Hart The Climate of Eden című darabjában Mabelként debütált a Broadwayn. 1953-ban Theatre World-díjat kapott. Ezután visszatért az Egyesült Királyságba, és a West Enden debütált a The Seven Year Itch című darabban, ami rendkívül sikeres színpadi karriert indított el az Atlanti-óceán mindkét partján.
A Broadwayn a következő szerepeket játszotta: Cressida a Troilus és Cressida 1956-os felújításában, Interlock (1958), The Disenchanted (1958), The Tumbler (1960), Alice Sycamore a You Can't Take It With You 1965-ös felújításában, és Tony-díjjal jutalmazott alakítása Aquitániai Eleonóraként az 1966-ban bemutatott Az oroszlán télenben. Az évek során összesen nyolc Tony-díjra jelölték: Harold Pinter Old Times című darabjában (1972), valamint a The Royal Family (1976) Julie Cavendish szerepében nyújtott alakításaiért, Bernard Shaw Megtört szívek háza (1984), Pack of Lies (1985), Noël Coward Hay Fever (1986), Edward Albee A Delicate Balance (1996), Noël Coward Waiting in the Wings (2000), és 2010-ben ismét a The Royal Family, ezúttal Fanny Cavendish szerepében.
Harrist Drama Desk-díjjal jutalmazták Blanche Du Bois alakításáért Tennessee Williams A vágy villamosa című darabjának 1973-as remakejében.
1976-ban Primetime Emmy-díjat kapott a Notorious Woman George Sandjeként. 1979-ben Golden Globe-díjat kapott Berta Palitz Weiss szerepéért a Holocaustban. 1984-ben BAFTA-díjra jelölték a The Ploughman's Lunch című filmben. 1995-ben Oscar-díjra jelölték a Tom és Viv című filmben. Harris nemzetközileg ismertté May néniként vált a filmvásznon a Tobey Maguire főszereplésével készült Pókember-trilógiában.
A 2020-as évektől a televízióban dolgozott, ahol vendégszereplő volt a Tudhattad volna és a Search Party című sorozatokban.

### Magánélete
Harris 1959-ben hozzáment Ellis Rabb rendezőhöz, de 1967-ben elváltak. 1969-ben férjhez ment John Ehle amerikai íróhoz, akitől egy lánya született, Jennifer Ehle, aki szintén színésznő lett. John Ehle 2018-ban hunyt el.

## Filmográfia

### Szerepei a Broadwayn
A Broadway adatbázis által nyilvántartott előadások száma:
- 1952: The Climate of Eden
- 1956–57: Troilus and Cressida
- 1958: Interlock
- 1958–59: The Disenchanted
- 1960: The Tumbler
- 1965–66: You Can't Take It With You
- 1966: Az oroszlán télen
- 1966: Right You Are If You Think You Are
- 1966: We, Comrades Three
- 1966–67: The School for Scandal
- 1967: The Wild Duck
- 1967: You Can't Take It With You
- 1967: Háború és béke
- 1971–72: Old Times
- 1973: A velencei kalmár
- 1973: A vágy villamosa
- 1975–76: The Royal Family
- 1983–84: Megtört szívek háza
- 1985: Pack of Lies
- 1985–86: Hay Fever
- 1991–93: Lost in Yonkers
- 1994–95: An Inspector Calls
- 1996: A Delicate Balance
- 1999–2000: Wainting in the Wings
- 2009: The Royal Family
- 2012: The Road to Mecca
- 2018–19: My Fair Lady

### Szerepei az Off-Broadwayn
Az Off-Broadway adatbázis által nyilvántartott előadások száma:
- 1962: The School For Scandal
- 1962: Sirály
- 1962: The Tavern
- 1964: Ember és felsőbbrendű ember
- 1964: Ember és felsőbbrendű ember
- 1965: Háború és béke
- 1965: Judith
- 1980: Sirály
- 2002: All Over
- 2005: The Other Side
- 2014: Indian Ink

### Filmes szerepek
| Év   | Cím                                                             | Szerep                | Magyar hangja                                                    |
| ---- | --------------------------------------------------------------- | --------------------- | ---------------------------------------------------------------- |
| 1954 | Brummell kapitány (Beau Brummell)                               | Mrs Fitzherbert       | Vándor Éva                                                       |
| 1957 | Útibatyu (The Shiralee)                                         | Lily Parker           | Domján Edit                                                      |
| 1963 | Uncle Vanya                                                     | Yelena                |                                                                  |
| 1968 | Hívd a férjem találkára (A Flea in Her Ear)                     | Gabrielle Chandebisse | n.a                                                              |
| 1978 | A brazíliai fiúk (The Boys from Brazil)                         | Mrs Doring            | Andai Györgyi                                                    |
| 1983 | The Ploughman's Lunch                                           |                       |                                                                  |
| 1988 | A szerelemhez idő kell (Crossing Delancey)                      | Pauline Swift         | n.a                                                              |
| 1989 | The Delinquents                                                 | Isobel                |                                                                  |
| 1991 | A híd (The Bridge)                                              | Jude néni             | Szabó Éva                                                        |
| 1994 | Tom és Viv (Tom & Viv)                                          | Rose Haigh-Wood       | 1. magyar változat: Halász Aranka 2. magyar változat: Földi Teri |
| 1996 | Hamlet                                                          | a királynő a darabban | 1. magyar változat: Kassai Ilona 2. magyar változat: Bókai Mária |
| 1999 | Élet a birtokon (My Life So Far)                                | Gamma                 | Zsurzs Kati                                                      |
| 1999 | A napfény íze (Sunshine)                                        | Valerie Sors          | Bánsági Ildikó                                                   |
| 2000 | Rossz álmok (The Gift)                                          | Annie nagymamája      | n.a                                                              |
| 2001 | Fújd szárazra, édes! (Blow Dry)                                 | Daisy                 | Kassai Ilona                                                     |
| 2002 | Pókember (Spider-Man)                                           | May néni              | Pásztor Erzsi                                                    |
| 2004 | Pókember 2. (Spider-Man 2)                                      | May néni              | Pásztor Erzsi                                                    |
| 2004 | Csodálatos Júlia (Being Julia)                                  | Julia édesanyja       | Dallos Szilvia                                                   |
| 2007 | Pókember 3. (Spider-Man 3)                                      | May néni              | Pásztor Erzsi                                                    |
| 2007 | Mielőtt az ördög rád talál (Before the Devil Knows You're Dead) | Nanette               | Dallos Szilvia                                                   |
| 2008 | Van ott valaki? (Is Anybody There?)                             | Elsie                 | Pásztor Erzsi                                                    |
| 2010 | Radio Free Albemuth                                             | VALIS hangja          |                                                                  |
| 2012 | Kémes hármas (This Means War)                                   | Foster nagymama       | Tímár Éva                                                        |
| 2015 | The von Trapp Family: A Life of Music                           | idős Agatha von Trapp |                                                                  |

### Televíziós szerepek
| Év      | Cím                                                                          | Szerep                                                 | Megjegyzés |
| ------- | ---------------------------------------------------------------------------- | ------------------------------------------------------ | ---------- |
| 1952    | A Cradle of Willow                                                           | Tansy Clampett                                         | tévéfilm   |
| 1952    | Studio One                                                                   | Nora Marsh                                             | 1 epizód   |
| 1955    | Othello                                                                      | Desdemona                                              | tévéfilm   |
| 1957    | Alfred Hitchcock Presents                                                    | Dorothy Whitely / Louise Rogers / Helen Mattoni grófné | 3 epizód   |
| 1957    | Twelfth Night                                                                | Viola                                                  | tévéfilm   |
| 1957–58 | The DuPont Show of the Month                                                 | Catherine Linton / Lucie Manette / Lady Edith          | 3 epizód   |
| 1958    | Suspicion                                                                    | Sybil Merton                                           | 1 epizód   |
| 1958    | Omnibus                                                                      | Cordelia                                               | 1 epizód   |
| 1958    | Kraft Theatre                                                                | ?                                                      | 1 epizód   |
| 1958    | Dial M for Murder                                                            | Margot Wendice                                         | tévéfilm   |
| 1958    | Folio                                                                        | Dynamene                                               | 1 epizód   |
| 1959    | Encounter                                                                    | Norah Marsh                                            | 1 epizód   |
| 1960    | Play of the Week                                                             | Isabel                                                 | 1 epizód   |
| 1964    | Profiles in Courage                                                          | Mary S. McDowell                                       | 1 epizód   |
| 1966    | New York Television Theatre                                                  | női hang                                               | 1 epizód   |
| 1966    | Blithe Spirit                                                                | Elvira Condomine                                       | tévéfilm   |
| 1967    | NET Playhouse                                                                | Iljena, az ápolónő                                     | 1 epizód   |
| 1967    | Uncle Vanya                                                                  | Jelena Andrejewna                                      | tévéfilm   |
| 1967    | CBS Playhouse                                                                | Charlotte Marshall                                     | 1 epizód   |
| 1974    | Notorious Woman                                                              | Aurore Dupin / George Sand                             | 7 epizód   |
| 1977    | The Royal Family                                                             | Julie Cavendish                                        | tévéfilm   |
| 1978    | Holocaust                                                                    | Berta Palitz Weiss                                     | 4 epizód   |
| 1979–80 | The Chisholms                                                                | Minerva Chisholm                                       | 13 epizód  |
| 1983    | To the Lighthouse                                                            | Mrs. Ramsay                                            | tévéfilm   |
| 1985–88 | Great Performances                                                           | Adela Shannon / Hesione                                | 2 epizód   |
| 1988    | American Playhouse                                                           | Mrs. Amos Evans / Mrs Arnold Evans                     | 3 epizód   |
| 1992    | The Camomile Lawn                                                            | idősebb Calypso                                        | 3 epizód   |
| 1994    | Under the Hammer                                                             | Hester Bovington                                       | 1 epizód   |
| 1994    | Performance                                                                  | Margaret Dawlish                                       | 1 epizód   |
| 1996    | The Little Riders                                                            | Roden nagymama                                         | tévéfilm   |
| 1996    | Death of a Salesman                                                          | Linda                                                  | tévéfilm   |
| 2004    | Belonging                                                                    | May                                                    | tévéfilm   |
| 2010    | Esküdt ellenségek: Különleges ügyosztály (Law & Order: Special Victims Unit) | Francine Brooks                                        | 1 epizód   |
| 2014    | The Money                                                                    | Ellen Knox                                             | tévéfilm   |
| 2020    | Tudhattad volna (The Undoing)                                                | Janet Fraser                                           | 1 epizód   |
| 2022    | Search Party                                                                 | Beatrice                                               | 2 epizód   |

## Fontosabb díjak és jelölések
| Cím                   | Esemény                 | Díj                                                                                   | Eredmény |
| --------------------- | ----------------------- | ------------------------------------------------------------------------------------- | -------- |
| Notorious Woman       | 28. Primetime Emmy-gála | Primetime Emmy-díj a legjobb női főszereplőnek (televíziós minisorozat vagy tévéfilm) | Elnyerte |
| Notorious Woman       | 33. Golden Globe-gála   | Golden Globe-díj a legjobb női főszereplőnek (drámasorozat)                           | Jelölve  |
| Holocaust             | 30. Primetime Emmy-gála | Primetime Emmy-díj a legjobb női főszereplőnek (televíziós minisorozat vagy tévéfilm) | Jelölve  |
| Holocaust             | 36. Golden Globe-gála   | Golden Globe-díj a legjobb női főszereplőnek (drámasorozat)                           | Elnyerte |
| The Ploughman's Lunch | 37. BAFTA-gála          | BAFTA-díj a legjobb női mellékszereplőnek                                             | Jelölve  |
| Tom és Viv            | 67. Oscar-gála          | Oscar-díj a legjobb női mellékszereplőnek                                             | Jelölve  |
| Színházi díjak        |                         |                                                                                       |          |
| Az oroszlán télen     | 20. Tony-gála           | Tony-díj a legjobb női főszereplőnek színdarabban                                     | Elnyerte |
| Old Times             | 26. Tony-gála           | Tony-díj a legjobb női főszereplőnek színdarabban                                     | Jelölve  |
| The Royal Family      | 30. Tony-gála           | Tony-díj a legjobb női főszereplőnek színdarabban                                     | Jelölve  |
| Megtört szívek háza   | 38. Tony-gála           | Tony-díj a legjobb női főszereplőnek színdarabban                                     | Jelölve  |
| Pack of Lies          | 39. Tony-gála           | Tony-díj a legjobb női főszereplőnek színdarabban                                     | Jelölve  |
| Hay Fever             | 40. Tony-gála           | Tony-díj a legjobb női főszereplőnek színdarabban                                     | Jelölve  |
| A Delicate Balance    | 50. Tony-gála           | Tony-díj a legjobb női főszereplőnek színdarabban                                     | Jelölve  |
| Waiting in the Wings  | 54. Tony-gála           | Tony-díj a legjobb női főszereplőnek színdarabban                                     | Jelölve  |
| The Royal Family      | 64. Tony-gála           | Tony-díj a legjobb női mellékszereplőnek színdarabban                                 | Jelölve  |
|                       | 73. Tony-gála           | Tony-különdíj                                                                         | Elnyerte |